# Вовк Ірина Валентинівна
Ірина Валентинівна Вовк (нар. 4 вересня 1963, Ялта, УРСР) — поетеса, драматург, театральний критик, сценарист, релігієзнавець, етнограф, авторка пісенних текстів, акторка Молодіжного Експериментального Театру Аматорів «МЕТА» (м. Львів). Член Національної спілки письменників України (1994).

## Життєпис
Ірина Валентинівна Вовк народилася 4 вересня 1963 року в Ялті (Кримська обл., УРСР) у родині працівників зв'язку. З раннього віку батьки розлучилися, Ірину виховувала мама, Вовк Лідія-Надія Михайлівна (8.05.1936 - 17.12.2012), що була творчою особистістю. Навчалася у Львівській СШ № 28 з поглибленим вивченням німецької мови, випуск 1980 року. Закінчила з відзнакою українське відділення філологічного факультету Львівського державного університету ім. І. Франка (1986).
Вчителювала, брала участь у розкопках Давнього Галича у складі Карпатської архітектурно-археологічної експедиції.

## Науково-просвітницька діяльність
З 1987 року — науковець Львівського музею історії релігії, з 1997 по 2019 рр. — завідувачка відділу етноміфології Інституту релігієзнавства при ЛМІР.
Досліджує пласт дохристиянської культури, міфологію Стародав. Світу, древніх слов'ян.
Авторка численних статей, радіоматеріалів і сценаріїв про витоки української календарно-побутової обрядовості, зібраних в етнографічний цикл «За нашим звичаєм Бога величаєм», дитячої книжки «Старі слова різдвяного вертепу».
Авторка переспіву польської релігійної драми «Марія з Магдали» (1995).
Авторка циклу сходознавчих досліджень «Міфологія Стародавнього Сходу» — міфологічних словників Єгипту та Шумеро-Аккаду та драматичних візій до них — «Горизонт Хуфу» і «В садах Семіраміди».
На основі документальних матеріалів про українок-султанш Османської імперії створила драму-феєрію «Епоха в'янучих троянд».
Як релігієзнавець, Ірина Вовк з 2006 року по 2014 рік включно вела постійні рубрики на радіо «Воскресіння»: «Величні події та імена», «Львів, якого вже немає» та «Давньоруські жінки на карті Старої Європи», щорічно публікує наукові матеріали у збірниках Міжнародних конференцій «Історія релігій в Україні» («Логос»), «Віснику» музею історії релігії.
До 200-ліття від дня народження Т. Г. Шевченка створила авторський цикл радіопрограм «Стежками „Живописної України" Тараса Шевченка», а  2019 року — до 205-ліття Великого Кобзаря — була видана ілюстрована книга есеїв «Стежками „Живописної України“ Тараса Шевченка», слідами авторських програм на радіо «Воскресіння».
У 2016 році у видавництві «Сполом» вийшли з друку радіосценарій відновленої авторської програми Ірини Вовк з Архіву Львівського радіо до 160-ліття Івана Франка і 760-ліття міста Львова «Симфонія Слова. Так, ти одна моя правдивая любов», а також двотомне видання зібраних творів Ірини Вовк «Сонцетони» (Тон І — Поетичний; Тон ІІ — Драматичний). Увійшла до антології сучасної поезії «Помежи словом і тисячоліттями» (Київ: «Український письменник», 2016), до ювілейного Франкового збірника Львівської обласної організації Національної спілки письменників України  «Український Мойсей» (Львів, 2016).

## Літературна діяльність
У творчому доробку Ірини Вовк біля 30 книжок поезії і драматургії, сценарних замальовок. Вона авторка театральних та кінорецензій: «Аллах Акбар» або «Уроки Роксолани», «В Ноані холодно і пусто», «„Неповторність“ у ритмі танго», «І мла бувала золотою…», «Воскреслий Дух творить і торжествує», «Була Рошкевич, стала Озаркевич», «„ Блакитна троянда" або кінець українській психологічній драмі».
Ірина Вовк авторка обряду реєстації шлюбу для українських пар у Палаці урочистих подій (з 1991 року, що діє і по сьогодні). Авторка міських ювілейних шоу 745-ліття Львова, 900-ліття Буська, 525-ліття Радехова, автор тексту пісні-гімну «Українська молодь Христові» (1996) та музики до тексту Миколи Петренка «Батьківський щем» пам'яті Ігоря Білозіра.
У 2015 році до 150-ліття Митрополита Андрея Шептицького Іриною Вовк був написаний сценарій авторської камерної вистави «У прихистку Божої Ласки: Мати і Син» за листами, спогадами і художніми творами графині Софії з Фредрів Шептицької та її сина Романа-Андрея Шептицького. У виставі задіяні: церковний хор «Осанна» церкви Премудрості Божої Львівської Свято-Іванівської лаври під орудою Володимира Беня, Голосом Сина — Роман Гринько, Голосом Графині — Ірина Вовк. Прем'єра вистави відбулася 17 травня 2015 року у рамках святкування Міжнародного дня музеїв у Виставковій залі Львівського музею історії релігії. Упродовж року камерну виставу «У прихистку Божої Ласки: Мати і Син» побачили по музеях, бібліотеках, церквах, монастирях та духовних семінаріях великих і малих містечок всієї Західної України завдяки старанням нині уже покійного отця-студита Самуїла Мосціпана. 2 листопада 2015 року з благословення Львівського Митрополита Ігоря Возьняка звучали голоси Шептицьких і хористів «Осанни» у Львівському Архикатедральному соборі святого Юра.
У 2017 році у видавництві «Сполом» авторський сценарій камерної вистави«У прихистку Божої Ласки: Мати і Син», тепер уже приурочений 180-літтю матері Митрополита Андрея — графині Софії з Фредрів Шептицької, був видрукуваний окремою книжечкою. У ювілейний для графині рік, вистава набула широкого розголосу. Виконавці протягом року зіграли виставу у місцях, пов'язаних з біографією родини Шептицьких-Фредре: у Добромилі та Добромильському монастирі, у Прилбичах, у Беньковій Вишні, Судовій Вишні та Рудках, а також у Львівських Бернардинах і Патріаршому соборі Воскресіння Христового УГКЦ в Києві у рамках V Прощі з нагоди висвячення Собору (19 серпня 2017). На завершення ювілею Софії Шептицької, 17 грудня 2017 р. вистава була зіграна у Художньо-меморіальному музеї Олекси Новаківського. 2019 році у складі творчої групи виконавців (Ірина Вовк, Роман Гринько, Володимир Бень) та як автор сценарію камерної вистави про Шептицьких, стала номінантом на Національну премію ім. Тараса Шевченка у галузі театрального мистецтва.
Як член журі літературного конкурсу Обласної літературної премії імені Катерини Мандрик-Куйбіди, увійшла до антології патріотичної поезії «Допоки надія, допоки мета…» (Львів ; Дрогобич, 2017) . У 2019 році стала лауреатом цієї премії за збірку «Туга за Єдинорогом».
Увійшла до енциклопедії ЕСУ (Том IV), у перелік авторів енциклопедії «Львівщина-96», у збірник «Посвята» до Міжнародних Шевченківських днів (2004), у спільний аудіодиск «Галицький Золотослов» (2011), збірник «Поети Шашкевичевого краю» (2011), збірник «Кобзарева сотня» (2014), а також у проєкт «Християнської читанки», здійснений видавництвом «Свічадо» (2013).
Одна з авторів ювілейної антології "Поезії і прози голоси" (Львів, 2021), виданої з нагоди 80-ліття Львівської обласної організації Національної спілки письменників України.
На Львівському телебаченні знято документальний фільм «Гідність. Ірина Вовк» (автор сценарію та реж. Д. Ткач, 2005).
Ірина Вовк публікує свої твори на сайтах «Поетичних майстерень» та «Клубу поезії» (під псевдо «Сіроманка»), а також на сторінках інтернет-видання часопису "Золота пектораль".

## Особисте життя
Чоловік — артист Львівського академічного театру ім. Леся Курбаса (1992 - 2003), багатолітній диктор Львівського радіо Роман Гринько.
Донька — театрознавиця, фотографка Устина-Златоуста Вовк.

## Нагороди
2009 — літературна премія імені Маркіяна Шашкевича — за збірки поезій «Семивідлуння», «Вибрана лірика» та  музичну книжечку для дітей «В лапку джміль бере смичок» з переспівами світової музичної класики.
2016 —  Міжнародна літературно-мистецька премія імені Пантелеймона Куліша — за авторські цикли програм на радіо «Воскресіння» 2006—2014 років, авторське видання «Міфологія Стародавнього Сходу», присвячене творчому осмисленню зниклих цивілізацій у контексті їх взаємопроникнення у культуру Праукраїни.
2019 — літературна премія імені Катерини Мандрик-Куйбіди — за книгу «Туга за Єдинорогом».

## Театральні ролі
- Мавка — у виставі «Лісова пісня» студентського драмгуртка Львівського Національного університету ім. І.Франка під керівництвом професора І. О. Денисюка (1986)
- Дракон — у однойменній виставі за твором Юрка Винничука (1987)
- Єлька — у першій в Україні інсценізації роману О. Гончара «Собор» (1988)
- Вчителька —у виставі «Алілуя» за п'єсою Сергія Михайлюти на тему голодомору в Україні 1933—37 років (1991)
- Купальська Лада — у забавах театру «МЕТА» у Нижньому Синьовидному (1991), Гідропарку на Дніпрі (Київ,1991), Львівському Знесінні (1991), Ченстохові на зустрічі з Папою Іваном Павлом ІІ (1991)
- Доля Стуса — у виставі «Повернення» на 7 роковини перепоховання Василя Стуса, Юрія Литвина та Олекси Тихого у поетичному театрі «Розкрилля» (Львів, 1996)
- Графиня Софія з Фредрів Шептицька — у камерній виставі за власним драматичним твором «У прихистку Божої Ласки: Мати і Син».

## Фільмографія
Знялася у масових сценах фільмів:
- «Овід» (Китай—Україна, 2003)
- «Багряний колір снігопаду» (останній фільм режисера В. Я. Мотиля, Москва, 2006)
- «Таємниця Маестро» режисера М. Федюка (Україна, 2007)
- «Владика Андрей» (Україна, 2007)
- «Зів'ялі квіти» (Україна, 2008)

## Твори
- 1990 «Колядки» («Каменяр», упорядник)
- 1991 «Дзеркала» («Каменяр», поезія)
- 1995 «Марія з Магдали» («Логос», переспів польської релігійної драми)
- 1997 «Самоцвіти сокровення» («Логос», поезія)
- 2000 «…І все ж — неопалима» («Логос», поезія)
- 2008 «Семивідлуння» («Каменяр», поезія)
- 2008 «Вибрана лірика» («Апріорі», поезія)
- 2008 «В лапку джміль бере смичок» («Ліга-Прес», музична книжечка для дітей)
- 2013 «Галицька елегія» («Сполом», історична поема)
- 2013 «Обрані Світлом» («Сполом», поезія)
- Цикл «Міфологія Стародавнього Сходу»
  - 2013 «Шумеро-аккадський міфологічний словник» («Логос», упорядник)
  - 2013 «В садах Семираміди» («Логос», драматургія)
  - 2013 «Міфологічний словник єгипетського пантеону» («Логос», упорядник)
  - 2013 «Горизонт Хуфу» («Логос», драматургія)
- 2013-2014 «Старі слова різдвяного вертепу» («Сполом», для дорослих і дітей)
- 2014 «Вовчі іменини» («Ліга-Прес», Львівські Пегаси)
- 2014 «Епоха в'янучих троянд» («Сполом», драматургія)
- 2015 «За нашим звичаєм Бога величаєм. Осінь» («Сполом», етнографія)
- 2016 «Симфонія Слова. Так, ти одна моя правдивая любов» («Сполом», радіосценарій)
- 2016 «Сонцетони. Тон Перший — Поетичний. Тон Другий — Драматичний» («Сполом», двотомник)
- 2017 « Непроминальність, або Енколпіони для душ» («Сполом», громадянська лірика)
- 2017 «У прихистку Божої Ласки: Мати і Син» («Логос», інсценівка)
- 2018 «Туга за Єдинорогом» («Сполом», поезія)
- 2019 «Стежками „Живописної України“ Тараса Шевченка» («Сполом», есеї)
- 2023-24 «Осінь... Падає листя... Дощ... або Пора Опадань» («Сполом», поезія).